# Tatjana Anisimova
Tatjana Mihajlovna Polubojarova-Anisimova (rusko Татьяна Михайловна Полубоярова-Анисимова), ruska atletinja, * 19. oktober 1949, Grozni, Sovjetska zveza.
Nastopila je na poletnih olimpijskih igrah v letih 1976 in 1980, leta 1976 je osvojila srebrno medaljo v teku na 100 m z ovirami. Na evropskih prvenstvih je osvojila srebrno medaljo v isti disciplini leta 1978, na evropskih dvoranskih prvenstvih pa dve bronasti medalji v teku na 60 m z ovirami.